# سارا كيني
سارا كيني (بالإنجليزية: Sara Keane) هي لاعبة كرة قدم أمريكية، ولدت في 7 يونيو 1992 في Mount Laurel, New Jersey ‏ في الولايات المتحدة. لعبت مع نادي كانساس سيتي.

## وصلات خارجية
- سارا كيني على موقع قاعدة بيانات كرة القدم.إي يو (الإنجليزية)
- سارا كيني على موقع Soccerway.com (الإنجليزية)